# 1108
1108 (MCVIII) je bilo prestopno leto, ki se je po julijanskem koledarju začelo na sredo.

## Dogodki

### Evropa
- 29. maj - Rekonkvista: bitka pri Uclésu. Almoravidi odločilno porazijo kastiljsko krščansko vojsko. V bitki je ubitih veliko kastiljskih plemičev, vključno s kronskim princem Sanšom Alfonzezom. Napredovanje rekonkviste je za nekaj časa zaustavljeno.
- 29. julij - Francoski prestol nasledi Ludvik VI.. Kot fevdni gospod najprej zahteva simbolično gesto prisege vazalov, med drugimi tudi od novega oblastnika Vojvodine Normandije angleškega kralja Henrika I., ki je dve leti poprej odstranil normandijskega vojvodo ter brata Roberta Curthosa.
- Do tal pogori katedrala Svetega Zenona v Pistoiji, Toskana.
- Lombardsko mesto Bergamo postane neodvisna komuna.
- Norveški križarski pohod: norveški kralj Sigurd Križar iz Anglije pripluje v Galicijo na Iberskem polotoku, kjer prezimi. Spotoma še opleni manjšo floto vikinških piratov.
- Devolska mirovna pogodba: antiohijski knez Bohemond I. kapitulira pred združenimi Bizantinci in Benečani ter sklene zanj ponižujočo mirovno pogodbo, v kateri je Bohemondu priznan naziv sebastosa z odmerjeno letno plačo. Bohemond raje, kot da bi se ponižan vrnil Sveto deželo, ostane v Apuliji. Antiohijski regent Tankred spodbija sklenjeno pogodbo in se ne namerava umakniti.

### Bližnji vzhod
- Iz ujetništva v Mosulu je v zameno za visoko odkupnino izpuščen edeški grof Baldvin II.. Sprva mu regent Tankred ne želi prepustiti oblasti. Ko Tankredu napovedo vojno vse seldžuške sosede in hkrati Bizantinci, prepusti nehvaležno mesto raje Baldvinu II., ki z napadalci sklene mir.

### Afrika
- Po smrti ziridskega emirja Tamima ibn Muizza podeduje skromne ostanke nekoč mogočnega imperija njegov sin Yahya ibn Tamim.

## Rojstva
- Bohemond II., antiohijski in tarantski knez († 1130)
- Leopold IV., avstrijski mejni grof, et. al. († 1141)
- Henrik X., bavarski vojvoda, et. al. († 1139)
- Berengarija Barcelonska, kastiljska kraljica, soproga Alfonza VII. († 1149)
- Baldvin IV., grof Hainauta († 1171)

## Smrti
- 29. julij - Filip I., francoski kralj (* 1052)
- Tamim ibn Muizz, saracenski emir dinastije Ziridov